# Joseph Ostermann (homme politique, 1825-1873)
Pour les articles homonymes, voir Joseph Ostermann.
Joseph Ostermann est un homme politique français né le 18 septembre 1825 à Saverne (Bas-Rhin) et décédé le 27 octobre 1873 à Saverne.
Maire de Saverne, il est élu représentant du Bas-Rhin le 8 février 1871. Il démissionne le 1er mars 1871 pour protester contre l'annexion de l'Alsace-Moselle.

## Sources
- « Joseph Ostermann », dans Adolphe Robert et Gaston Cougny, Dictionnaire des parlementaires français, Edgar Bourloton, 1889-1891 [détail de l’édition] [texte sur Sycomore]
- Léon Strauss, « Joseph Pierre Gustave Ostermann », in Nouveau dictionnaire de biographie alsacienne, vol. 29, p. 2919